# Liste des ministres danoises
Cette liste des ministres danoises recense, par cabinet, toutes les femmes qui ont été membres d'un gouvernement depuis les années 1920, mais surtout depuis les années 1980. Elles constituent dans un premier temps des exceptions au sein de la vie politique nationale.

## Cabinet Thorvald Stauning I

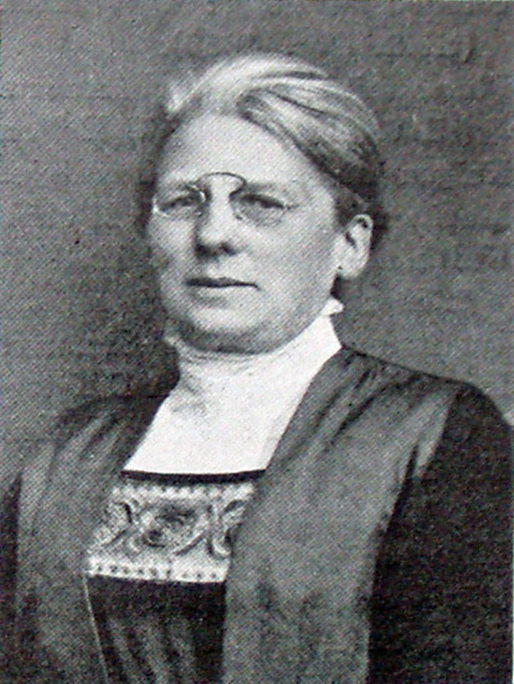
Nina Bang, première femme à devenir ministre.

- Nina Bang (1866-1928)
  - Ministre de l'Éducation entre le 24 avril 1924 et le 14 décembre 1926.

## Gouvernement Hans Hedtoft I et II
- Fanny Jensen (1890-1969)
  - Ministre sans portefeuille entre le 13 novembre 1947 et le 16 septembre 1950.

- Bodil Koch (1903-1972)
  - Ministre des Affaires ecclésiastiques entre le 16 septembre 1950 et le 30 octobre 1950.

## Gouverrnement Erik Eriksen
- Helga Pedersen (1911-1980)
  - Ministre de la Justice entre le 30 octobre 1950 et le 30 septembre 1953.

## Gouvernements Hans Hedtoft III, H. C. Hansen I et II, Viggo Kampmann I et II et Jens Otto Krag I et II
- Bodil Koch (1903-1972)
  - Ministre des Affaires ecclésiastiques entre le 30 septembre 1953 et le 28 novembre 1966.
  - Ministre de la Culture entre le 28 novembre 1966 et le 2 février 1968.

- Lis Groes (1910-1974)
  - Ministre du Commerce entre le 30 septembre 1953 et le 28 mai 1957.

- Camma Larsen-Ledet (1915-1991)
  - Ministre de la Famille entre le 28 novembre 1966 et le 2 février 1968.

## Cabinet Hilmar Baunsgaard
- Nathalie Lind (1918-1999)
  - Ministre des Affaires sociales entre le 2 février 1968 et le 11 octobre 1971.

## Cabinets Jens Otto Krag III et Anker Jørgensen I
- Eva Gredal (1927-1995)
  - Ministre des Affaires sociales entre le 11 octobre 1971 et le 6 décembre 1973.

- Dorte Bennedsen (1938-)
  - Ministre des Affaires ecclésiastiques entre le 11 octobre 1971 et le 6 décembre 1973.

- Ritt Bjerregaard (1941-2023)
  - Ministre de l'Éducation entre le 27 septembre et le 6 décembre 1973.

## Cabinets Poul Hartling
- Nathalie Lind (1918-1999)
  - Ministre de la Justice et de la Culture entre le 19 décembre 1973 et le 13 février 1975

- Tove Nielsen (1941-)
  - Ministre de l'Éducation entre le 19 décembre 1973 et le 13 février 1975

## Cabinets Anker Jørgensen
- Ritt Bjerregaard (1941-2023)
  - Ministre de l'Éducation entre le 13 février 1975 et le 22 décembre 1978
  - Ministre des Affaires sociales entre le 26 octobre 1979 et le 30 décembre 1981

- Eva Gredal (1927-1995)
  - Ministre des Affaires sociales entre le 13 février 1975 et le 30 août 1978

- Dorte Bennedsen (1938-)
  - Ministre de l'Éducation entre le 22 décembre 1978 et le 10 septembre 1982

- Lise Østergaard (1924-1996)
  - Ministre sans portefeuille chargé des questions de politique étrangère entre le 26 février 1977 et le 28 février 1980
  - Ministre de la Culture entre le 28 février 1980 et le 10 septembre 1982
  - Ministre de la Coopération nordique entre le 28 février 1980 et le 10 septembre 1982

- Tove Lindbo Larsen (1928-2018)
  - Ministre du Groenland et des Affaires ecclésiastiques entre le 20 janvier 1981 et le 10 septembre 1982

- Nathalie Lind (1918-1999)
  - Ministre de la Justice entre le 30 août 1978 et le 26 octobre 1979

## Cabinets Poul Schlüter
- Britta Schall Holberg (1941-2022)
  - Ministre de l'Intérieur entre le 10 septembre 1982 et le 12 mars 1986.
  - Ministre de l'Agriculture entre le 12 mars 1986 et le 10 septembre 1987.

- Mimi Jakobsen (1948-)
  - Ministre de la Culture entre le 10 septembre 1982 et le 12 mars 1986.
  - Ministre des Affaires sociales entre le 12 mars 1986 et le 3 juin 1988.
  - Ministre du Groenland entre le 1er et le 10 septembre 1987.

- Elsebeth Kock-Petersen (1949-)
  - Ministre des Affaires ecclésiastiques entre le 10 septembre 1982 et le 23 mars 1984.
  - Ministre des Affaires sociales entre le 23 mars 1984 et le 12 mars 1986.
  - Ministre de la Santé entre le 1er et le 7 décembre 1989.

- Grethe Fenger Møller (1941-)
  - Ministre du Travail entre le 10 septembre 1982 et le 12 mars 1986.

- Mette Madsen (1924-2015)
  - Ministre des Affaires ecclésiastiques entre le 23 juillet 1984 et 3 juin 1988.

- Agnete Laustsen (1935-)
  - Ministre de la Santé entre le 10 septembre 1987 et le 3 juin 1988.
  - Ministre du Logement entre le 3 juin 1988 et le 18 décembre 1990.

- Lone Dybkjær (1940-)
  - Ministre de l'Environnement entre le 3 juin 1988 et le 18 décembre 1990.

- Aase Olesen (1934-2013)
  - Ministre des Affaires sociales entre le 3 juin 1988 et le 18 décembre 1990.

- Anne Birgitte Lundholt (1952-)
  - Ministre de l'Industrie entre le 2 décembre 1989 et 25 janvier 1993.
  - Ministre de l'Énergie entre le 18 décembre 1990 et le 25 janvier 1993.

- Ester Larsen (1936-)
  - Ministre de la Santé entre le 4 décembre 1989 et le 25 janvier 1993.

- Grethe Rostbøll (1941-)
  - Ministre de la Culture entre le 18 décembre 1990 et le 25 janvier 1993.

- Else Winther Andersen (1941-)
  - Ministre des Affaires sociales entre le 18 décembre 1990 et le 25 janvier 1993.

## Cabinets Poul Nyrup Rasmussen
- Helle Degn (1946-)
  - Ministre de la Coopération pour le développement entre le 25 janvier 1993 et le 27 septembre 1994.

- Mimi Jakobsen (1948-)
  - Ministre de la Coordination économique entre le 21 janvier 1993 et le 28 janvier 1994.
  - Ministre de l'Industrie puis des Affaires commerciales entre le 28 janvier 1994 et le 30 décembre 1996.

- Jytte Hilden (1942-)
  - Ministre de la Culture entre le 25 janvier 1993 et le 30 décembre 1996.
  - Ministre de la Recherche entre le 30 décembre 1996 et le 23 mars 1998.

- Pia Gjellerup (1959-)
  - Ministre de la Justice entre le 25 janvier et le 29 mars 1993.
  - Ministre du Commerce et de l'Industrie entre le 23 mars 1998 et le 29 décembre 2000.
  - Ministre des Finances entre le 21 décembre 2000 et le 27 novembre 2001.

- Karen Jespersen (1947-)
  - Ministre des Affaires sociales entre le 25 janvier 1993 et le 28 janvier 1994 puis entre le 27 septembre 1994 et le 23 février 2000.
  - Ministre de l'Intérieur entre le 23 février 2000 et le 27 novembre 2001.

- Marianne Jelved (1943-)
  - Ministre de l’Économie entre le 25 janvier 1993 et le 27 novembre 2001.
  - Ministre de la Coopération nordique entre le 27 septembre 1994 et le 27 novembre 2001.

- Jytte Andersen (1942-)
  - Ministre du Travail entre le 25 janvier 1993 et le 23 mars 1998.
  - Ministre de la Ville et du Logement entre le 23 mars 1998 et le 21 décembre 2000.
  - Ministre de l'Égalité des chances entre le 27 septembre 1999 et le 21 décembre 2000.

- Birte Weiss (1941-)
  - Ministre de l'Intérieur entre le 25 janvier 1993 et le 20 octobre 19987.
  - Ministre des Affaires ecclésiastiques entre le 27 novembre 1994 et le 30 décembre 1996.
  - Ministre de la Santé entre le 30 décembre 1996 et le 23 mars 1998.
  - Ministre de l'Innovation technologique et de la Recherche entre le 10 juillet 1999 et le 27 novembre 2001.

- Bente Juncker (1944-)
  - Ministre des Affaires sociales entre le 28 janvier et le 11 février 1994.

- Yvonne Herløv Andersen (1942-)
  - Ministre des Affaires sociales entre le 11 février et le 27 septembre 1994.
  - Ministre de la Santé entre le 27 septembre 1994 et le 20 décembre 1996.

- Margrethe Vestager (1968-)
  - Ministre de l'Éducation et des Affaires ecclésiastiques entre le 23 mars 1998 et le 27 novembre 2001.

- Sonja Mikkelsen (1955-)
  - Ministre des Transports entre le 23 mars 1998 et le 21 décembre 2000.
  - Ministre de la Santé entre le 23 février et le 21 décembre 2000.

- Elsebeth Gerner Nielsen (1960-)
  - Ministre de la Culture entre le 23 mars 1998 et le 27 novembre 2001.

- Anita Bay Bundegaard (1963-)
  - Ministre de la Coopération pour le développement entre le 21 décembre 2000 et le 27 novembre 2001.

- Lotte Bundsgaard (1973-)
  - Ministre de la Ville, du Logement et de l'Égalité des chances entre le 21 décembre 2000 et le 27 novembre 2001.

## Cabinets Anders Fogh Rasmussen
- Lene Espersen (1965-)
  - Ministre de la Justice entre le 27 novembre 2001 et le 10 septembre 2008.
  - Ministre de l'Économie et du Commerce entre le 10 septembre 2008 et le 5 avril 2009.

- Henriette Kjær (1966-)
  - Ministre des Affaires sociales entre le 27 novembre 2001 et le 2 août 2004.
  - Ministre de la Famille et de la Consommation entre le 2 août 2004 et le 18 février 2005.

- Mariann Fischer Boel (1943-)
  - Ministre de l'Alimentation, de l'Agriculture et de la Pêche entre le 27 novembre 2001 et le 2 août 2004.

- Ulla Tørnæs (1962-)
  - Ministre de l'Éducation entre le 27 novembre 2001 et le 18 février 2005.
  - Ministre de la Coopération pour le développement entre le 18 février 2005 et le 5 avril 2009.

- Tove Fergo (1946-2015)
  - Ministre des Affaires ecclésiastiques entre le 27 novembre 2001 et le 18 février 2005.

- Eva Kjer Hansen (1964-)
  - Ministre de l'Égalité des chances entre le 2 août 2004 et le 11 septembre 2007.
  - Ministre de l'Alimentation, de l'Agriculture et de la Pêche entre le 12 septembre 2007 et le 5 avril 2009.

- Connie Hedegaard (1960-)
  - Ministre de l'Environnement entre le 2 août 2004 et le 23 septembre 2007.
  - Ministre de la Coopération nordique entre le 18 février 2005 et le 23 novembre 2007.

- Carina Christensen (1972-)
  - Ministre de la Famille et de la Consommation entre le 15 décembre 2006 et le 23 septembre 2007.
  - Ministre des Transports entre le 23 septembre 2007 et le 10 septembre 2008.
  - Ministre de la Culture entre le 10 septembre 2008 et le 5 avril 2009.

- Rikke Hvilshøj (1970-)
  - Ministre des Réfugiés, des Immigrants et de l'Intégration entre le 18 février 2005 et le 23 novembre 2007.

- Karen Jespersen (1947-)
  - Ministre de l'Égalité des chances entre le 12 septembre 2007 et le 5 avril 2009.
  - Ministre du Bien-être social entre le 23 novembre 2007 et le 5 avril 2009.

- Birthe Rønn Hornbech (1943-)
  - Ministre des Réfugiés, des Immigrants et de l'Intégration entre le 27 novembre 2007 et le 5 avril 2009.
  - Ministre des Affaires ecclésiastiques entre le 27 novembre 2007 et le 5 avril 2009.

## Cabinet Lars Løkke Rasmussen I
- Lene Espersen (1965-)
  - Ministre de l'Économie et du Commerce entre le 5 avril 2009 et le 23 février 2010.
  - Ministre des Affaires étrangères entre le 23 février 2010 et le 3 octobre 2011.
- Gitte Lillelund Bech (1969-)
  - Ministre de la Défense entre le 23 février 2010 et le 3 octobre 2011.
- Carina Christensen (1972-)
  - Ministre de la Culture entre le 5 avril 2009 et le 23 février 2010.
- Eva Kjer Hansen (1964-)
  - Ministre de l'Alimentation, de l'Agriculture et de la Pêche entre le 5 avril 2009 et le 23 février 2010.
- Charlotte Sahl-Madsen (1964-)
  - Ministre de la Science, de la Technologie et du Développement entre le 23 février 2010 et le 3 octobre 2011.
- Tina Nedergaard (1969-)
  - Ministre de l'Éducation entre le 23 février 2010 et le 8 mars 2011.
- Ulla Tørnæs (1964-)
  - Ministre de la Coopération pour le développement entre le 5 avril 2009 et le 23 février 2010.
- Karen Ellemann (1969-)
  - Ministre de l'Intérieur et des Affaires sociales entre le 5 avril 2009 et le 23 février 2010.
  - Ministre de l'Environnement et ministre pour la Coopération nordique entre le 23 février 2010 et le 3 octobre 2011.
- Connie Hedegaard (1960-)
  - Ministre du Climat et de l'Énergie entre le 5 avril 2009 et le 24 novembre 2009.
- Lykke Friis (1969-)
  - Ministre du Climat et de l'Énergie entre le 24 novembre 2009 et le 3 octobre 2011 (portefeuille de l'Égalité des chances ajouté le 23 février 2010).
- Benedikte Kiær (1969-)
  - Ministre des Affaires sociales entre le 23 février 2010 et le 3 octobre 2011.
- Birthe Rønn Hornbech (1943-)
  - Ministre des Réfugiés, des Immigrants et de l'Intégration et ministre pour les Affaires ecclésiastiques entre le 5 avril 2009 et le 8 mars 2011.
- Inger Støjberg (1973-)
  - Ministre de l'Emploi entre le 5 avril 2009 et le 3 octobre 2011.
  - Ministre pour l'Égalité des chances entre le 5 avril 2009 et le 23 février 2010.

## Cabinets Helle Thorning-Schmidt
- Helle Thorning-Schmidt (1966-)
  - Ministre d'État du 3 octobre 2011 au 28 juin 2015.
- Margrethe Vestager (1968-)
  - Ministre de l'Économie et de l'Intérieur entre le 3 octobre 2011 et le 2 septembre 2014.
- Mette Frederiksen (1977-)
  - Ministre de l'Emploi entre le 3 octobre 2011 et le 10 octobre 2014.

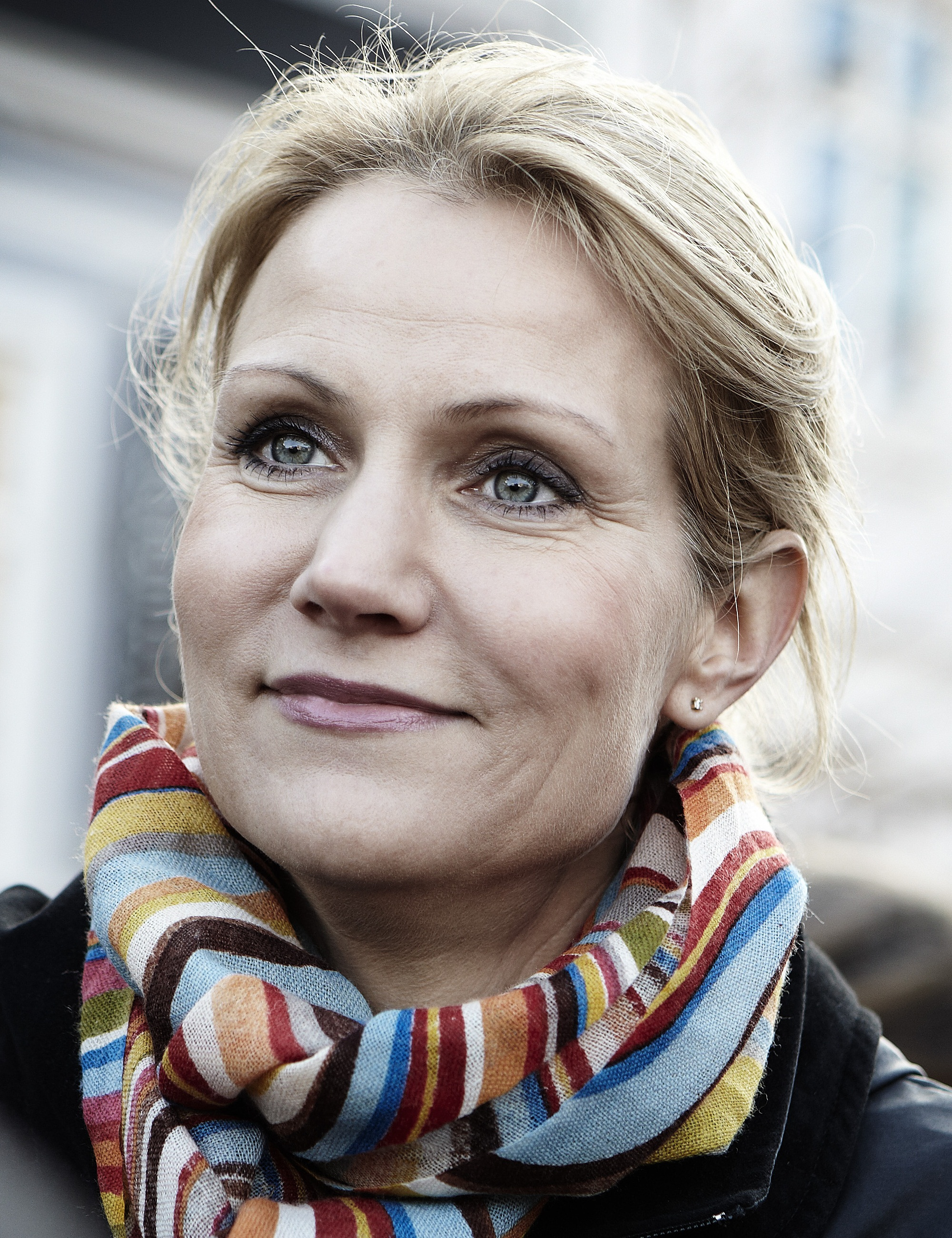
Helle Thorning-Schmidt, première femme à devenir chef de gouvernement.

  - Ministre de la Justice du 10 octobre 2014 au 28 juin 2015.
- Christine Antorini (1965-)
  - Ministre de l'Enfance et de l'Éducation du 3 octobre 2011 (portefeuille de l'Enfance retiré le 9 août 2013).
- Karen Hækkerup (1974-)
  - Ministre de l'Intégration et des Affaires sociales du 3 octobre 2011 au 28 juin 2015.
  - Ministre de l'Alimentation, de l'Agriculture et de la Pêche entre le 9 août 2013 et le 12 décembre 2013.
  - Ministre de la Justice entre le 12 décembre 2013 et le 10 octobre 2014.
- Mette Gjerskov (1966-)
  - Ministre de l'Alimentation, de l'Agriculture et de la Pêche entre le 3 octobre 2011 et le 9 août 2013.
- Pia Olsen Dyhr (1971-)
  - Ministre du Commerce extérieur et de l'Investissement entre le 3 octobre 2011 et le 9 août 2013.
  - Ministre des Transports entre le 9 août 2013 et le 30 janvier 2014.
- Astrid Krag (1982-)
  - Ministre de la Santé entre le 3 octobre 2011 et le 30 janvier 2014.
- Ida Auken (1978-)
  - Ministre de l'Environnement entre le 3 octobre 2011 et le 30 janvier 2014.
- Annette Vilhelmsen (1959-)
  - Ministre du Commerce et de la Croissance entre le 16 octobre 2012 et le 9 août 2013.
  - Ministre de l'Intégration, des Affaires sociales et de l'Enfance entre le 9 août 2013 et le 30 janvier 2014.
- Marianne Jelved (1943-)
  - Ministre de la Culture du 6 décembre 2012 au 28 juin 2015.
- Sofie Carsten Nielsen (1975-)
  - Ministre de la Recherche du 3 février 2014 au 28 juin 2015.
- Kirsten Brosbøl (1977-)
  - Ministre de l'Environnement du 3 février 2014 au 28 juin 2015.

## Cabinets Lars Løkke Rasmussen II et III
- Eva Kjer Hansen (1964-)
  - Ministre de l'Environnement et de l'Alimentation entre le 28 juin 2015 et le 29 février 2016.
- Karen Ellemann (1969-)
  - Ministre des Affaires sociales et de l'Intérieur du 28 juin 2015 au 28 novembre 2016.
  - Ministre de l'Égalité et de la Coopération nordique du 28 novembre 2016 au 2 mai 2018.
- Inger Støjberg (1973-)
  - Ministre du Logement du 28 juin 2015 au 28 novembre 2016.
  - Ministre de l'Immigration, de l'Intégration et du Logement du 28 juin 2015 au 27 juin 2019.
- Ellen Trane Nørby (1983-)
  - Ministre de l'Enfance, de l'Égalité et de l'Éducation du 28 juin 2015 au 28 novembre 2016.
  - Ministre de la Santé du 28 novembre 2016 au 27 juin 2019.
- Sophie Løhde (1980-)
  - Ministre de la Santé et des Personnes âgées du 28 juin 2015 au 28 novembre 2016.
  - Ministre de l'Innovation publique du 28 novembre 2016 au 27 juin 2019.
- Ulla Tørnæs (1962-)
  - Ministre de l'Enseignement supérieur et de la Recherche du 29 février 2016 au 28 novembre 2016.
  - Ministre de la Coopération pour le développement du 28 novembre 2016 au 27 juin 2019.
- Merete Riisager (1976-)
  - Ministre de l'Éducation du 28 novembre 2016 au 27 juin 2019.
- Mai Mercado (1980-)
  - Ministre de l'Enfance et des Affaires sociales du 28 novembre 2016 au 27 juin 2019.
- Mette Bock (1957-)
  - Ministre de la Culture et des Affaires ecclésiastiques du 28 novembre 2016 au 27 juin 2019.
- Thyra Frank (1952-)
  - Ministre des Personnes âgées du 28 novembre 2016 au 27 juin 2019.
- Eva Kjer Hansen (1964-)
  - Ministre de l'Égalité et de la Coopération nordique du 2 mai 2018 au 27 juin 2019.

## Cabinets Mette Frederiksen I et II
- Mette Frederiksen (1977-)
  - Ministre d'État depuis le 27 juin 2019.
- Joy Mogensen (1980-)
  - Ministre de la Culture et des Affaires ecclésiastiques entre le 27 juin 2019 et le 16 août 2021.
- Astrid Krag (1982-)
  - Ministre des Affaires sociales entre le 27 juin 2019 et le 21 janvier 2021.
  - Ministre des Affaires sociales entre le 27 juin 2019 et le 15 décembre 2022.
- Trine Bramsen (1981-)
  - Ministre de la Défense entre le 27 juin 2019 et le 4 février 2022.
  - Ministre puis des Transports et de l'Égalité des genres entre le 4 février 2022 et le 15 décembre 2022.
- Lea Wermelin (1985-)
  - Ministre de l'Environnement entre le 27 juin 2019 et le 15 décembre 2022.
- Pernille Rosenkrantz-Theil (1977-)
  - Ministre de l'Enfance et de l'Éducation entre le 27 juin 2019 et le 15 décembre 2022.
  - Ministre des Affaires sociales et du Logement depuis le 15 décembre 2022.
- Ane Halsboe-Jørgensen (1983-)
  - Ministre de l'Enseignement supérieur et de la Science entre le 27 juin 2019 et le 16 août 2021.
  - Ministre de la Culture et des Affaires ecclésiastiques entre le 16 août 2021 et le 15 décembre 2022.
  - Ministre de l'Emploi depuis le 15 décembre 2022.
- Sophie Løhde (1983-)
  - Ministre de l'Intérieur et de la Santé depuis le 15 décembre 2022.
- Louise Schack Elholm (1977-)
  - Ministre des Affaires ecclésiastiques, de la Ruralité et de la Coopération nordique entre le 15 décembre 2022 et le 23 novembre 2023.
- Christina Egelund (1977-)
  - Ministre de l'Enseignement supérieur et de la Science depuis le 15 décembre 2022.
- Marie Bjerre (1986-)
  - Ministre de la Numérisation et de l'Égalité entre le 15 décembre 2022 et le 23 novembre 2023 puis entre le 7 décembre 2023 et le 29 août 2024.
  - Ministre des Affaires européennes depuis le 29 août 2024.
- Mette Kierkgaard (1972-)
  - Ministre des Personnes âgées depuis le 15 décembre 2022.
- Stephanie Lose (1982-)
  - Ministre des Affaires économiques par intérim entre le 9 mars et le 31 juillet 2023 puis de plein exercice depuis le 23 novembre 2023.
- Mia Wagner (1977-)
  - Ministre de la Numérisation et de l'Égalité entre le 23 novembre et le 7 décembre 2023.
- Sophie Hæstorp Andersen (1974-)
  - Ministre des Affaires sociales et du Logement depuis le 29 août 2024.
- Caroline Stage Olsen (1990-)
  - Ministre de la Numérisation depuis le 29 août 2024.

## Accès aux portefeuilles
| Année | Nom                    | Ministère                         |
| ----- | ---------------------- | --------------------------------- |
| 1924  | Nina Bang              | Éducation                         |
| 1950  | Helga Pedersen         | Justice                           |
| 1950  | Bodil Koch             | Affaires ecclésiastiques          |
| 1953  | Lis Groes              | Commerce                          |
| 1966  | Bodil Koch             | Culture                           |
| 1966  | Camma Larsen-Ledet     | Famille                           |
| 1968  | Nathalie Lind          | Affaires sociales                 |
| 1980  | Lise Østergaard        | Coopération nordique              |
| 1981  | Tove Lindbo Larsen     | Groenland                         |
| 1982  | Grethe Fenger Møller   | Travail                           |
| 1982  | Britta Schall Holberg  | Intérieur                         |
| 1986  | Britta Schall Holberg  | Agriculture                       |
| 1988  | Agnete Laustsen        | Logement                          |
| 1988  | Lone Dybkjær           | Environnement                     |
| 1989  | Elsebeth Kock-Petersen | Santé                             |
| 1989  | Anne Birgitte Lundholt | Industrie                         |
| 1990  | Anne Birgitte Lundholt | Énergie                           |
| 1993  | Helle Degn             | Coopération pour le développement |
| 1993  | Marianne Jelved        | Économie                          |
| 1996  | Jytte Hilden           | Recherche                         |
| 1998  | Sonja Mikkelsen        | Transports                        |
| 1999  | Jytte Andersen         | Égalité des chances               |
| 2000  | Pia Gjellerup          | Finances                          |
| 2005  | Rikke Hvilshøj         | Immigration                       |
| 2010  | Gitte Lillelund Bech   | Défense                           |
| 2010  | Lene Espersen          | Affaires étrangères               |
| 2011  | Helle Thorning-Schmidt | Ministre d'État                   |
| -     | -                      | Fiscalité                         |